# Левая Ржавка (приток Ржавки)
Ле́вая Ржа́вка — малая река в Зеленограде, левый приток Ржавки. Название встречается в геологических исследованиях территории Подмосковья с 1990-х годов.
Длина реки составляет 2-3 км, с постоянным течением в низовье — 200 метров. Исток расположен в лесу в двух километрах к северо-востоку от Ленинградского шоссе. Водоток пересекает шоссе и протекает 600 метров по восточной границе Зеленограда. Далее входит в город и через 150 метров впадает в Ржавку.
В ста метрах от устья Левой Ржавки находится родник, который признан памятником природы регионального значения.